# Огден (Юта)
Огден (англ. Ogden) — місто (англ. city) в США, в окрузі Вебер штату Юта. Населення — 87 321 особа (2020).

## Географія
Огден розташований за координатами 41°13′41″ пн. ш. 111°57′58″ зх. д. / 41.22806° пн. ш. 111.96611° зх. д. (41.227927, -111.966080).  За даними Бюро перепису населення США в 2010 році місто мало площу 70,18 км², з яких 70,17 км² — суходіл та 0,01 км² — водойми.

### Клімат
| Клімат : Огден          | Клімат : Огден | Клімат : Огден | Клімат : Огден | Клімат : Огден | Клімат : Огден | Клімат : Огден | Клімат : Огден | Клімат : Огден | Клімат : Огден | Клімат : Огден | Клімат : Огден | Клімат : Огден | Клімат : Огден |
| Показник                | Січ.           | Лют.           | Бер.           | Квіт.          | Трав.          | Черв.          | Лип.           | Серп.          | Вер.           | Жовт.          | Лист.          | Груд.          | Рік            |
| Абсолютний максимум, °C | 18,3           | 20,0           | 25,6           | 30,6           | 36,7           | 38,9           | 41,1           | 38,9           | 36,1           | 33,9           | 23,9           | 18,9           | 41,1           |
| Середній максимум, °C   | 2,8            | 5,8            | 12,1           | 16,8           | 21,9           | 27,8           | 33,0           | 31,9           | 25,9           | 18,6           | 9,6            | 3,5            | 17,5           |
| Середній мінімум, °C    | −5,9           | −4,3           | 0,6            | 4,2            | 8,3            | 13,3           | 17,7           | 17,0           | 11,6           | 5,3            | −0,6           | −5,1           | 5,2            |
| Абсолютний мінімум, °C  | −26,7          | −23,9          | −16,1          | −8,3           | −6,1           | 0,6            | 2,8            | 1,1            | −1,7           | −11,7          | −24,4          | −24,4          | −26,7          |
| Норма опадів, мм        | 56             | 49             | 54             | 55             | 66             | 39             | 21             | 23             | 42             | 56             | 50             | 47             | 558            |
| Днів з опадами          | 9,3            | 7,8            | 8,3            | 8,0            | 8,5            | 5,1            | 3,8            | 4,0            | 6,0            | 6,4            | 7,7            | 7,8            | 82,7           |
| Днів зі снігом          | 3,4            | 2,2            | 0,8            | 0,3            | 0              | 0              | 0              | 0              | 0              | 0,1            | 1,2            | 1,6            | 9,6            |
| ----------------------- | -------------- | -------------- | -------------- | -------------- | -------------- | -------------- | -------------- | -------------- | -------------- | -------------- | -------------- | -------------- | -------------- |
| Джерело: NOAA           |                |                |                |                |                |                |                |                |                |                |                |                |                |

## Демографія
Згідно з переписом 2010 року, у місті мешкало 82 825 осіб у 29 631 домогосподарстві у складі 19 126 родин. Густота населення становила 1180 осіб/км².  Було 32482 помешкання (463/км²).
Расовий склад населення:
| - 75,2 % — білих - 2,2 % — чорних або афроамериканців - 1,4 % — корінних американців - 1,2 % — азіатів - 0,3 % — вихідців з тихоокеанських островів - 15,9 % — осіб інших рас |

До двох чи більше рас належало 3,7 %. Частка іспаномовних становила 30,1 % від усіх жителів.
За віковим діапазоном населення розподілялося таким чином: 28,2 % — особи молодші 18 років, 62,4 % — особи у віці 18—64 років, 9,4 % — особи у віці 65 років та старші. Медіана віку мешканця становила 29,6 року. На 100 осіб жіночої статі у місті припадало 103,1 чоловіків;  на 100 жінок у віці від 18 років та старших — 102,0 чоловіків також старших 18 років.
Середній дохід на одне домашнє господарство  становив 52 859 доларів США (медіана — 41 036), а середній дохід на одну сім'ю — 60 033 долари (медіана — 47 569). Медіана доходів становила 36 400 доларів для чоловіків та 29 121 долар для жінок. За межею бідності перебувало 22,9 % осіб, у тому числі 30,1 % дітей у віці до 18 років та 12,8 % осіб у віці 65 років та старших.
Цивільне працевлаштоване населення становило 37 755 осіб. Основні галузі зайнятості: освіта, охорона здоров'я та соціальна допомога — 19,0 %, виробництво — 17,5 %, роздрібна торгівля — 10,8 %, науковці, спеціалісти, менеджери — 10,7 %.

## Відомі люди
- Джеймс Круз (1884 — 1942) — актор і режисер німого кіно
- Марґеріт Клейтон (1891 — 1968) — американська акторка німого кіно
- Гел Ешбі (1929 — 1988) — американський кінематографіст, визначний монтажер і режисер.